# BLEVE
BLEVE, acrònim de l'anglès boiling liquid expanding vapor explosion pronunciat /ˈblɛvi/ i l'acrònim traduït al català el qual és: explosió de líquid bullent en expansió vaporosa.

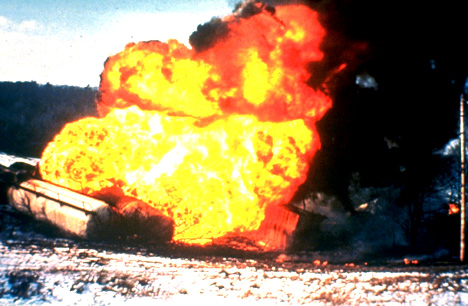
Explosió d'un tanc liquat originant l'efecte BLEVE

Aquest tipus d'explosió ocorre en tancs que emmagatzemen gasos liquats a pressió, en els que per ruptura, corrosió o fuga del tanc, el líquid de l'interior entra en ebullició i s'incorpora massivament al vapor en expansió.
Si el vapor alliberat correspon a un producte inflamable, es genera una bola de foc també en expansió. En una BLEVE l'expansió explosiva té lloc en tota la massa de líquid vaporitzada sobtadament.
La causa més freqüent d'aquest tipus d'explosions és deguda a un incendi extern que embolica al tanc pressuritzat, el debilita mecànicament, i produeix una fissura o ruptura d'aquest.
- A la primera imatge, s'origina una fuita de gas liquat.
- A causa de la fuita, baixa la pressió originant l'ebullició del gas liquat que es troba dintre del tanc.
- El líquid, a alta temperatura, origina una explosió.

Aquest efecte, però, no només està ocasionat a causa de líquids inflamables, sinó que materials com l'aigua, nitrogen líquid, heli líquid i altres refrigerants o elements criogènics no inflamables també poden provocar-ne l'explosió. És a dir, no pot ser considerada com una explosió química.
Per una altra banda, si el material és inflamable pot donar-se el cas que el núvol d'aquest material originat en l'explosió provoque una bola de foc i, amb certesa, una explosió d'aire-combustible (bomba termobàrica) o també anomenada explosió de núvol de vapor. Si els materials també són tòxics, l'àrea d'explosió serà contaminada amb aquest.

## Conseqüències físiques
En una BLEVE es manifesten les següents conseqüències físiques:
- Sobrepressió per l'ona expansiva: la magnitud de l'ona de sobrepressió depén de la pressió d'emmagatzemament, de la calor específica del producte implicat i de la resistència mecànica del depòsit.
- Projecció de fragments: la formació de projectils sol limitar-se a fragments metàl·lics del tanc i a peces pròximes a este. Es tracta d'una conseqüència difícil de predir.
- Radiació tèrmica de la bola de foc: la radiació infraroja de la bola de foc sol tindre un abast major que la resta d'efectes, i és la que causa més danys. L'abast de la radiació depén del tipus i quantitat de producte emmagatzemat, i de la temperatura i humitat relativa ambiental.

També pot produir-se el denominat efecte dòmino quan els efectes aconseguixen altres instal·lacions o establiments amb substàncies perilloses, podent-se generar en ells nous accidents secundaris que propaguen i augmenten les conseqüències inicials.
Hi ha diversos models físics proposats pel TNO que permeten estimar la magnitud de cada tipus de conseqüències.
Aquest efecte va ser estudiat a mitjan segle XX per l'enginyer espanyol de la companyia Butano, S.A (Hui Repsol Butà), Narciso Belinchón, sent pioner en l'estudi d'aquest tipus de sinistres.

## Accidents originats per BLEVE
- Explosió de clor a Zarnesti, Romania en 1938. Resultat: 60 morts.
- Explosió de dietilèter a Ludwigshafen, República Federal d'Alemanya el 1948. Resultat: 245 morts i més de 3800 ferits.
- Explosió d'una refineria a Feyzin, França el 4 de gener de 1966. Resultat: 18 morts.
- Explosió en cadena a Kingman, Arizona el 5 de juliol de 1973. Resultat: 11 morts.
- Accident al càmping Els Alfacs a Alcanar, Tarragona l'11 de juliol de 1978. Resultat: 217 morts i més de 300 ferits.
- Explosions de San Juan Ixhuatepec el 19 de novembre de 1984. Resultat: 1500 morts i més de 4200 ferits.
- Explosió a Texas City, Texas el 30 d'octubre de 1987